# Petronela-Mihaela Csokany
Petronela-Mihaela Csokany (n. 22 octombrie 1978, Vinga, România - m. 22 septembrie 2024) a fost un deputat român, ales în 2016 (Legislatura 2016-2020).
Este acuzată că în 2017-2018 a transferat pe conturi personale bani destinați unor angajați la Uniunea Bulgară din Banat.